# Otvice
Otvice (německy Udwitz) jsou obec s 714 obyvateli v Ústeckém kraji v okrese Chomutov. Nachází se asi tři kilometry severovýchodně od Chomutova ve východní části okresu a v nadmořské výšce okolo 320 metrů. Prvními známými majiteli byli na konci 13. století páni ze Šumburka, ale po většinu historie patřila vesnice k chomutovskému a později k červenohrádeckému panství. Obyvatelé se živili převážně zemědělstvím, ale od 19. století začaly v okolí vznikat také hnědouhelné doly a průmyslové provozy. Od zrušení poddanství jsou samostatnou obcí.

## Název
Název vesnic byl odvozen ze jména Oto ve významu ves lidí Otových. V historických pramenech se jméno vesnice vyskytuje ve tvarech: Otiwitz (1295), Odwicz (1363), in Otwicz (1364), in Otwicz (1372 a 1416), z Otvic (1463), Vtwicze (1571), Vtwicz (1587), Vttwicze (1606), Vtwicze (1622), Udwitz (1787 a 1846).

## Historie

### Do třicetileté války
První písemná zmínka o Otvicích pochází z roku 1295, kdy je bratři Fridrich a Dětřich ze Šumburka prodali dne 7. dubna chomutovské komendě řádu německých rytířů. Příbuzní Šumburků se zároveň vzdali svých nároků na vesnici. Po celé čtrnácté století potom vesnice patřila řádu, podle jehož záznamů v ní žilo sedm poddaných, kteří museli odvádět dávky v podobě obilovin. Po bitvě u Grunwaldu v roce 1410 řád nebyl schopen splácet své závazky. Jeho oslabení využil král Václav IV., zabavil mu téměř celý majetek a o rok později ho vykázal ze země. Zabavený majetek spravovala královská komora. Otvice zůstaly součástí chomutovského panství, v jehož držení se v patnáctém století vystřídala řada zástavních majitelů. Na počátku husitských válek byla vesnice někdy v letech 1421–1422 zpustošena.
Roku 1465 panství zdědila Bonuše, dcera Jana Calty z Kamenné Hory. Její manžel Beneš z Veitmile († 1496) vyplatil nároky řádu německých rytířů, a roku 1488 tak získal panství do osobního vlastnictví. Jeho potomkům patřilo až do roku 1560, kdy je koupil arcivévoda Ferdinand II. Tyrolský. Podle urbáře vyhotoveného u příležitosti prodeje v Otvicích žilo třicet poddaných, mezi jejichž povinnosti patřilo dva dny v roce orat na panských polích, nebo zaplatit osmnáct grošů za každý den. Vesnický rychtář vlastnil půl lánu osvobozeného od poplatků, ale za to musel vrchnosti dodávat kuřata a vejce. O tři roky později byla vesnice ohodnocena na 4 000 kop grošů a samotný panský ovčín s příslušenstvím na 4 500 kop grošů. Vesničané pěstovali pšenici, ječmen, žito, oves, hrách, zeleninu a chmel a z mléka vyráběli máslo a sýry. Ferdinand Tyrolský panství v roce 1571 prodal Bohuslavu Felixovi Hasištejnskému z Lobkovic, který otvickým nařídil nakupovat pivo výhradně v Chomutově. Jeho syn, Bohuslav Jáchym Hasištejnský z Lobkovic, panství v roce 1588 směnil se svým příbuzným Jiřím Popelem z Lobkovic za Mladou Boleslav. Nový majitel zahájil důslednou rekatolizaci panství, na kterém se v předchozích desetiletích úspěšně šířilo protestantství. V roce 1593 však vystoupil proti císaři Rudolfovi II., a o rok později byl odsouzen k doživotnímu vězení a ztrátě majetku. Rozsáhlé chomutovské panství bylo rozděleno na části a rozprodáno. Otvice koupil v roce 1605 Adam Hrzán z Harasova, který je připojil k červenohrádeckému panství, jehož součástí zůstaly až do roku 1850. Během třicetileté války byla vesnice poškozena.

### Po třicetileté válce

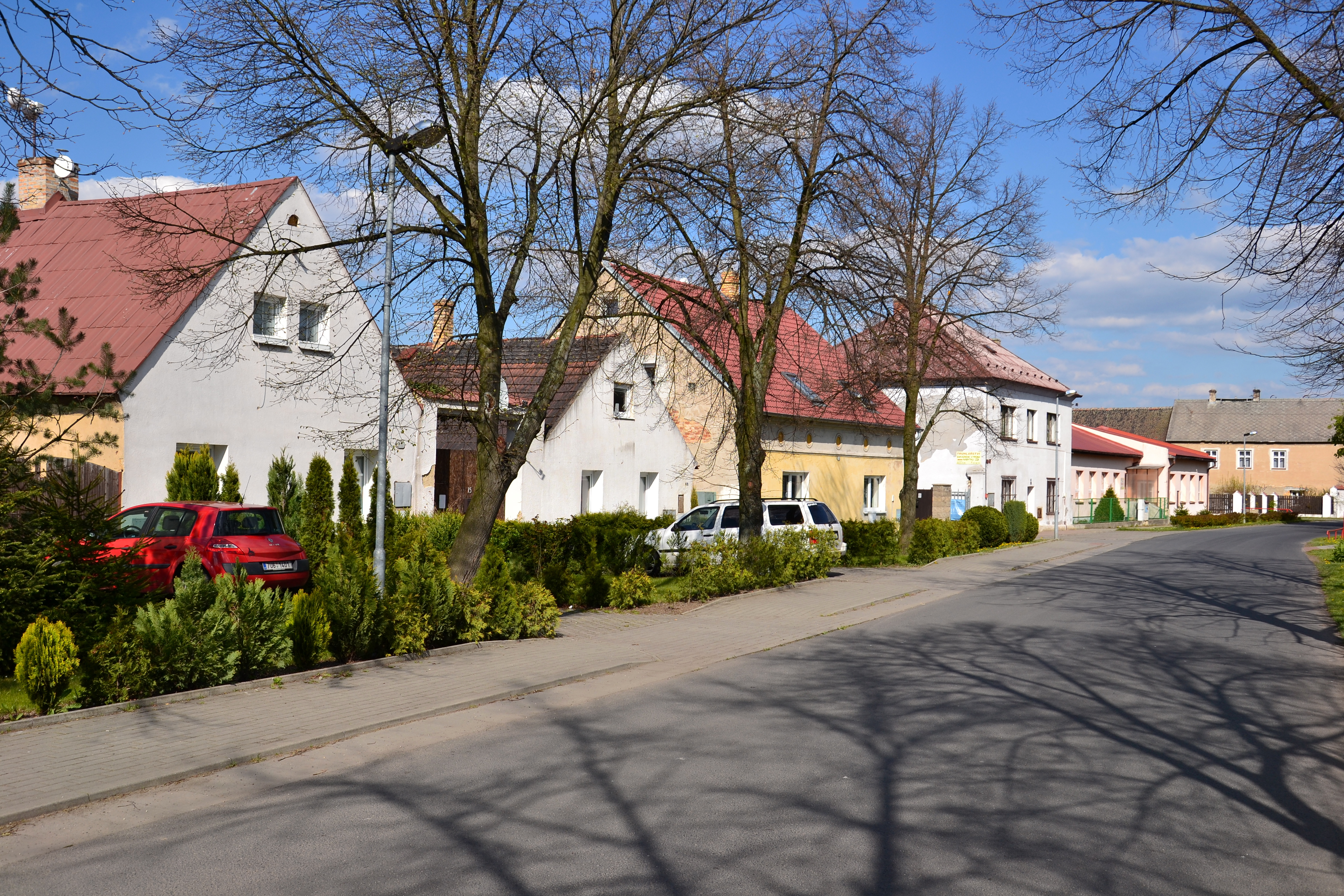
Obecní ulice

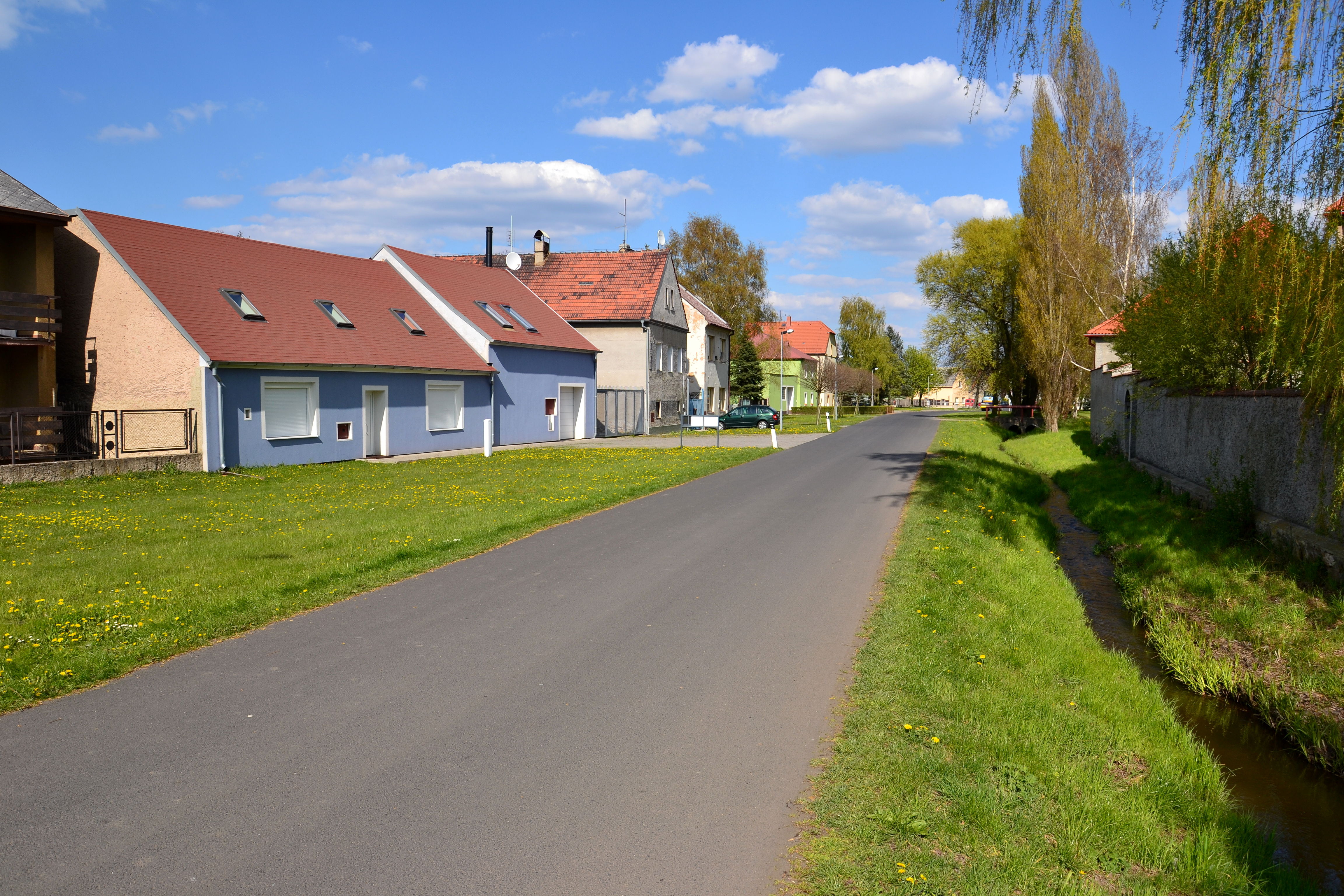
Stará ulice

Podle Berní ruly z roku 1654 ve vsi žilo deset sedláků, osm chalupníků a tři poddaní bez majetku. Dalších jedenáct chalup a jeden selský statek bylo pustých. Obyvatelé dohromady vlastnili devatenáct potahů, 29 krav, čtyřicet jalovic, 31 obcí, 37 prasat a sedmnáct koz. Ve stejném roce byla vyhloubena podzemní štola, která odváděla vodu z kamencového dolu u Chomutova do Zaječic. Její propadnutí údajně způsobilo vznik Kamencového jezera, ale podle jiných zdrojů jezero vzniklo až v letech 1813–1815. Z poloviny sedmnáctého století také pochází zmínky o těžbě kvalitní hrnčířské hlíny. O těžbu kamenečných břidlic se pokoušel Jáchym Ondřej z Lichtenštejna, který panství získal v roce 1707. Jeho pokusům však zabránil zákazem soud v roce 1712. Chomutovští těžaři si totiž u panovníka stěžovali, protože podle privilegia z roku 1585 směli na zdejších ložiscích těžit jen oni. Kamenečné hutě však v roce 1720 stály i u Otvic.
V roce 1773 otvičtí sedláci poprvé vyseli směs vojtěšky a jetele a rok později také brambory, které měly zabránit opakování hladomorů z předchozích let. V devatenáctém století se pěstovaly také všechny druhy obilovin, řepa, zelenina a ořechy. Ořešáková alej byla vysázena podél silnice z Otvic do Jirkova od roku 1847. Dominantním druhem ovoce byly hrušky často vyvážené do Německa. V sadech rostlo okolo tří tisíc hrušní. Součástí vesnice byl panský statek s ovčínem, ve kterém využívali rákosí z okolních rybníků jako stelivo. Od roku 1878 si statek pronajal baron Coudenhove, který v něm kromě dobytka choval několik desítek čistokrevných koní.
Na konci osmnáctého století založili Buquoyové vrchnostenský hnědouhelný důl Jiří. Od roku 1813 byl v dole provozován první parní stroj v severočeské hnědouhelné pánvi určený k čerpání důlních vod. Stroj navrhl a nechal zkonstruovat majitel panství, hrabě Jiří František z Buquoy. Důl vystřídal řadu majitelů a s dlouhými přestávkami fungoval až do začátku dvacátého století, kdy byl na jeho místě v letech 1902 až 1905 otevřen povrchový lom. Nacházel se v místech chomutovské ulice Šichtův důl pojmenované po posledním majiteli. Celková produkce dolu dosáhla maximálně 100 000 tun uhlí. U Červeného rybníka, kde je dnes skanzen Stará ves chomutovského zooparku, byl od roku 1850 do 70. let 19. století důl Boží dar. Vytěžilo se v něm hlubinně i povrchově asi 30 000 tun uhlí. Dále se v okolí Otvic nacházely menší doly Bernard, Požehnání Ježíšovo, Concordia, Jan Nepomucký ad., ale jejich provoz skončil již okolo poloviny devatenáctého století.
Devatenácté století poznamenal častý výskyt nepříznivých událostí, které poškozovaly vesnické hospodářství. Velké množství sněhu v roce 1805 zničilo ozimy, úrodu zničila také povodeň v roce 1812. Nadbytek srážek úrodu poškodil v letech 1816, 1817 a 1847. Naproti tomu rok 1835 byl tak suchý, že vyschly některé studny. Hospodaření neprospěly ani pobyty vojska v roce 1813 a 1866. Vesnice se však také rozvíjela. Obec měla vlastní chudobinec a šatlavu, bylo v ní pět hospod a z řemeslníků provozovali živnost kovář a švec. Část obyvatel pracovala v kamenolomu, v hnědouhelných dolech, továrnách a dvou cihelnách nedaleko Zaječic. 8. října 1870 byla uvedena do provozu dvojkolejná železniční trať Ústí nad Labem – Chomutov, v roce 1880 zde byla postavena i nádražní budova. V roce 1984 byla trať z důvodu postupující těžby uhlí přeložena severněji a nádraží zrušeno.

### Dvacáté století

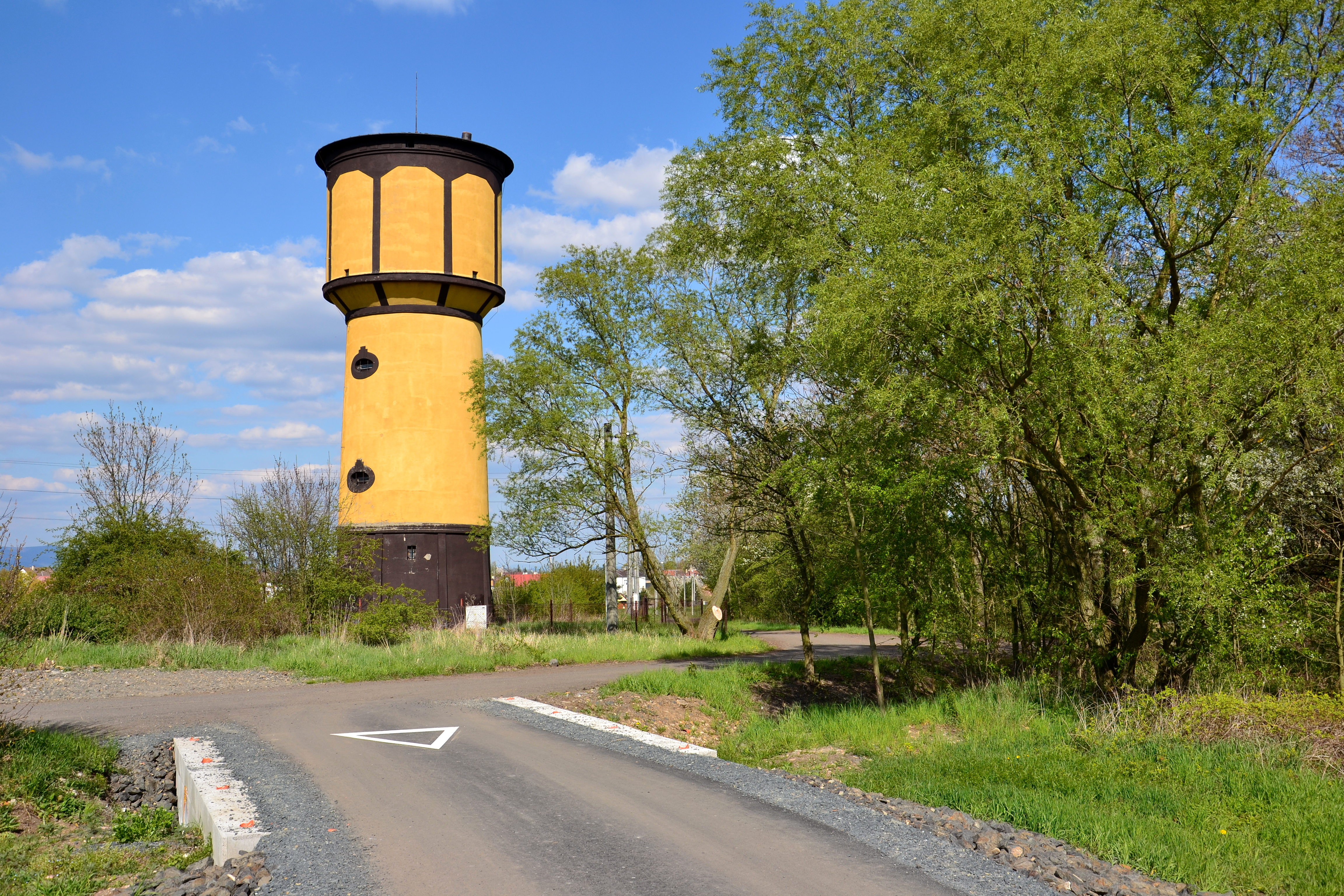
Vodárenská věž

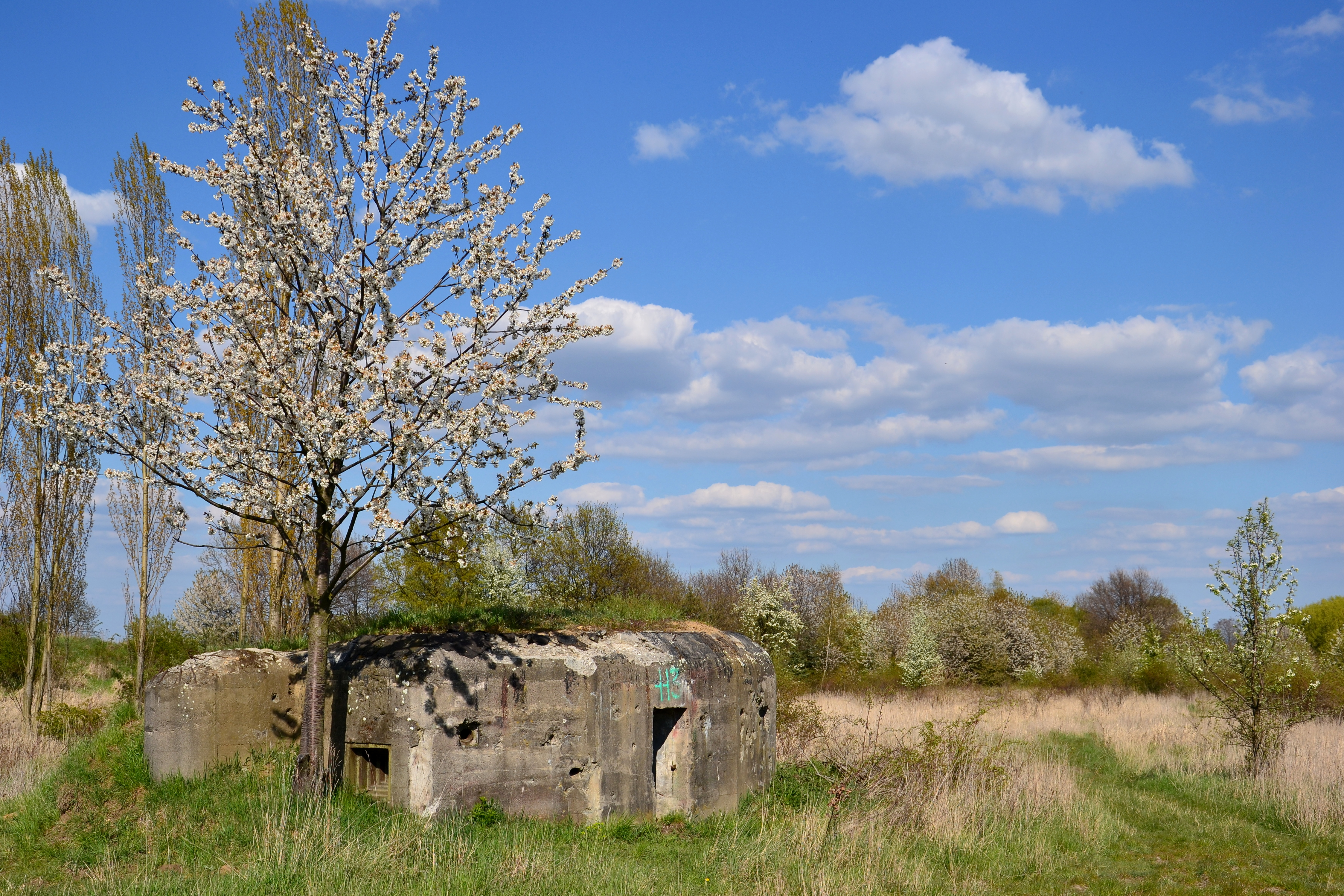
Objekt lehkého opevnění východně od vesnice

V letech 1913–1915 do obce zavedli elektřinu a postavili vodovod, jehož součástí byla vodárenská věž, do které se voda čerpala elektrickým čerpadlem. První světová válka zasáhla do života obce především hospodářskými opatřeními, ale pocházelo z ní také osmnáct padlých. Otvičtí museli odevzdat kromě jednoho všechny zvony a velký nedostatek potravin přiměl místní sedláky pěstovat kvůli oleji řepku. V roce 1917 se zde ubytovali dragouni 13. regimentu z Podbořan, kteří na místním cvičišti procházeli pěchotním výcvikem. Po skončení války se Otvice staly součástí krátce existující provincie Deutschböhmen, ale 15. prosince 1918 je obsadila jednotka šesti set československých vojáků, kteří poté pokračovali dále do Chomutova. Zvýšený zájem o hnědé uhlí vedl ke znovuotevření staršího dolu Terezie, ale již v roce 1920 byla těžba ukončena. Nová jáma byla otevřena také na místě bývalého dolu Bernard, ale pro velké množství vody brzy uzavřeli i ji. Kromě zemědělství si lidé nacházeli práci v jirkovské přádelně a chomutovských či mosteckých továrnách a dolech.
Před druhou světovou válkou ve vesnici pracovala řada řemeslníků (kováři, ševci, truhláři, řezníci, krejčí, pekaři a malíř) a nacházelo se v ní pět obchodů, pět hostinců, dvě vinárny, čtyři mlékárny, dvě benzínky aj. Kromě toho zde působilo několik spolků, z nichž některé byly založené již na konci devatenáctého století. Nejstaršími byly Spolek dobrovolných hasičů založený roku 1897 a Okrašlovací spolek (1898). K dalším organizacím patřily Spolek válečných veteránů, Německý tělocvičný spolek, Německý kulturní spolek, Spolek kuželkářů a Klub hráčů na mandolínu a citeru. Během války přišla vesnice o 85 obyvatel, kteří padli, zemřeli v nemocnici na následky zranění nebo zůstali pohřešovaní. Vesnici osvobodila Rudá armáda 8. května 1945. Ve stejný den spáchalo sedmnáct členů rodiny Oberstů hromadnou sebevraždu. Důvodem prý byl strach z ruského válečného zajatce, který se zamiloval do dcery majitele statku a rodině vyhrožoval, že se zmocní jejich majetku a oni mu budou sloužit.
V roce 1951 bylo založeno jednotné zemědělské družstvo a postupně proběhlo několik akcí Z. Během jedné z nich byla v šedesátých letech dvacátého století postavena samoobsluha. Zvažovalo se, že zde vznikne velký pivovar, který byl nakonec postaven v Sedlci. V sedmdesátých a osmdesátých letech byla obec ohrožena těžbou uhlí a toto nebezpečí bylo zažehnáno až roku 1988. V důsledku těžby uhlí však musela být přesunuta železniční trať dále od obce.
Po roce 1990 vyrostla na severním okraji katastrálního území obce obchodní zóna sloužící zejména obyvatelům sousedního Chomutova a Jirkova.

## Přírodní poměry

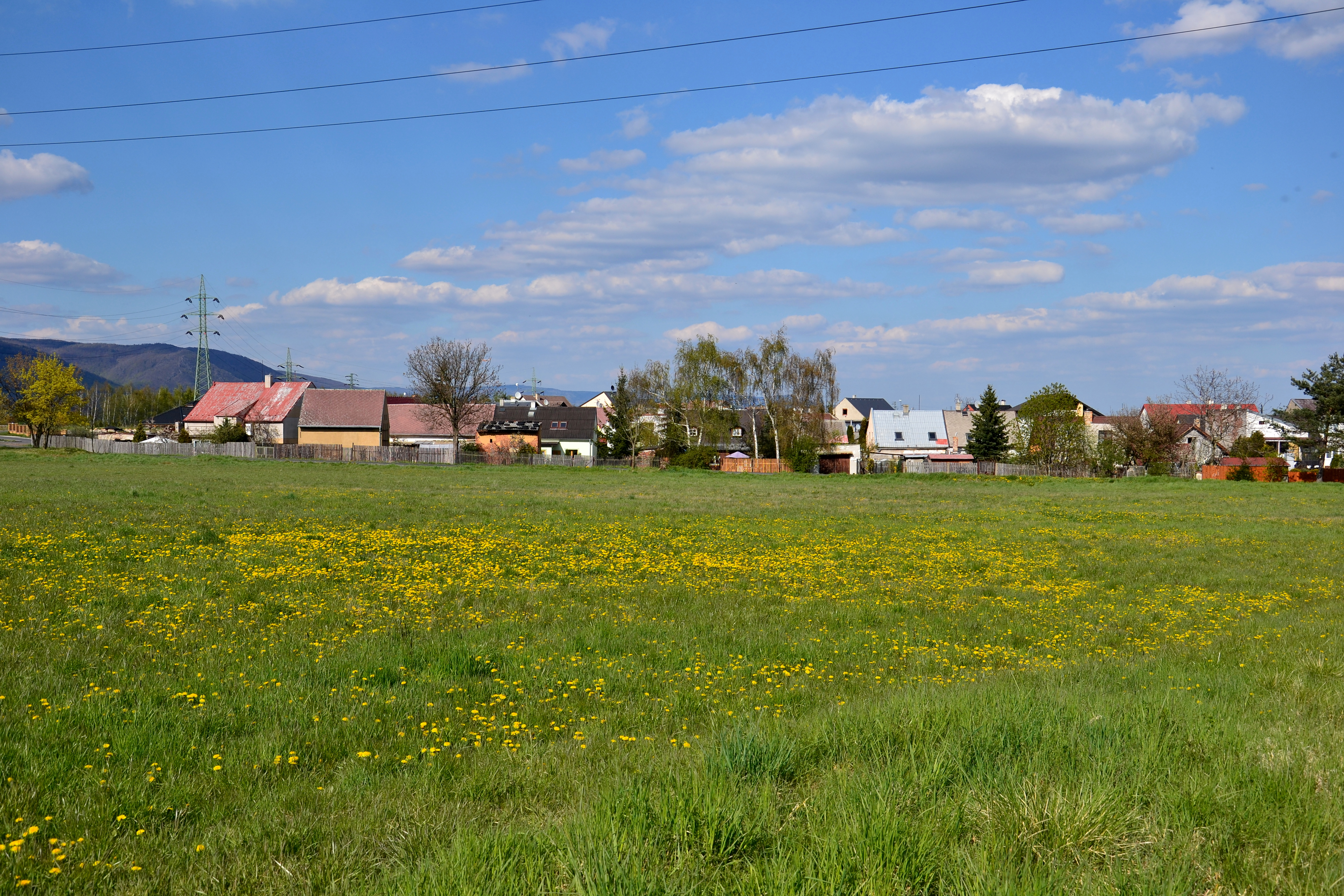
Západní okraj vesnice

Vesnice leží 3,2 km severovýchodně od Chomutova ve stejnojmenném katastrálním území s rozlohou 5,31 km². Sousedí s Jirkovem na severu, Vrskmaní na severovýchodě, Pesvicemi na východě a Chomutovem na jihu a na západě. Většinu rozlohy katastrálního území tvoří zemědělská půda: z 378 hektarů je 307 hektarů orné půdy, 58 hektarů trvalých travních porostů a zbytek připadá na zahrady a ovocné sady. Lesy a vodní plochy zabírají po devíti hektarech a zbytek rozlohy tvoří zastavěné a ostatní plochy. Koeficient ekologické stability je 0,2, což území řadí mezi nadprůměrně využívané oblasti se zřetelně narušenými přírodními strukturami a nezbytnými technickými zásahy k nahrazení základních ekologických funkcí krajiny. Protéká tudy Otvický potok, který napájí Prostřední a Otvický rybník na jihozápadním okraji vesnice.
Geologické podloží Otvicka je tvořené miocenními písky, štěrky, jíly a podřadně uhelnými slojemi. Celá oblast leží v geomorfologickém celku Mostecká pánev, podcelku Chomutovsko-teplická pánev a okrsku Jirkovská pánev. Nejvyšší bod katastrálního území se nachází v jeho jihovýchodním cípu mezi Michanickým remízem a letištěm Chomutov. Rozložení půdních typů je složité. V nejjižnějším a východním cípu katastrálního území a také na jihovýchodním okraji vesnice se vyskytují smonice na slínech. Převážnou část východní části však pokrývají pelozemě a v západní části černozemě vzniklé na spraších. V oblasti mezi Velkým otvickým rybníkem a vesnicí se na nivních sedimentech vyvinuly černice a podél severní hranice území se vyskytuje pseudoglej modální.

## Obyvatelstvo
Při sčítání lidu v roce 1921 zde žilo 1154 obyvatel (z toho 570 mužů), z nichž bylo 23 Čechoslováků, 1121 Němců a deset cizinců. Kromě tří evangelíků a dvou lidí bez vyznání patřili k římskokatolické církvi. Podle sčítání lidu z roku 1930 měla vesnice 1405 obyvatel: 66 Čechoslováků, 1325 Němců, jednoho příslušníka jiné národnosti a třináct cizinců. Výrazně převažovala římskokatolická většina, ale 24 lidí se hlásilo k evangelickým církvím, čtyři k církvi československé, tři k izraelské, pět k jiným neuvedeným církvím a 59 lidí bylo bez vyznání.
Po skončení druhé světové války bylo německé obyvatelstvo odsunuto do Německa. Prvních 67 rodin muselo odejít již 7. srpna 1945. Poslední Němci odešli 26. října 1946.
|           | 1869 | 1880 | 1890 | 1900 | 1910  | 1921  | 1930  | 1950 | 1961 | 1970 | 1980 | 1991 | 2001 | 2011 |
| --------- | ---- | ---- | ---- | ---- | ----- | ----- | ----- | ---- | ---- | ---- | ---- | ---- | ---- | ---- |
| Obyvatelé | 433  | 570  | 622  | 923  | 1 078 | 1 154 | 1 405 | 839  | 844  | 742  | 592  | 467  | 520  | 602  |
| Domy      | 56   | 71   | 73   | 104  | 120   | 133   | 199   | 189  | 181  | 174  | 165  | 173  | 184  | 214  |

## Obecní správa a politika
Otvice leží v Ústeckém kraji v okrese Chomutov a patří k ORP Chomutov. Od roku 1869 jsou samostatnou obcí. Ve dvacátém století k nim patřily dvě místní části: v letech 1961–1990 to byly Pesvice a v období 1981–1990 také Všestudy.

### Zastupitelstvo a starosta
Dne 22. května 1938 se konaly volby do obecních zastupitelstev. Z rozdělených 874 hlasů v Otvicích získaly 598 hlasů Sudetoněmecká strana, 184 hlasů Německá sociální demokracie, 34 hlasů Komunistická strana Československa a 58 hlasů jiné české strany.
V místních volbách se volí devět členů obecního zastupitelstva. Při volbách do obecního zastupitelstva na funkční období 2014–2018 byla volební účast v obci 59,15 % a do zastupitelstva bylo zvoleno sedm zastupitelů bez politické příslušnosti a po jednom členovi ČSSD a KSČM. Starostou se stal Pavel Ašenbrener a místostarostou Martin Kolomazník.

## Doprava
Vesnicí vede silnice II/251 z Jirkova přes Havraň směrem k Postoloprtům, která končí u Bitozevsi, kde se napojuje na silnici II/250. U jižního okraje vesnice končí silnice třetí třídy III/00732, která ji spojuje s Chomutovem.
Severozápadní částí katastrálního území vedou dvě železniční trati. Z hlavní trati Ústí nad Labem – Chomutov, na které se nachází železniční zastávka Jirkov zastávka, se v odbočce Dolní Rybník odděluje trať do Jirkova. Uprostřed vesnice se nedaleko kostela nachází zastávka autobusové linkové dopravy. Vesnicí také prochází cyklostezka z Chomutova do Strupčic postavená ve většině své délky na tělesu zrušené železniční trati, která vedla z Chomutova přes Otvice, Vrskmaň, Strupčice a dále do Počerad.
V jihovýchodní části katastrálního území se nachází část areálu letiště Chomutov, které vzniklo v říjnu 1938 jako provizorní vojenské letiště. Po skončení druhé světové války se na něm školili začínající piloti.

## Společnost
Ve vesnici působí spolek Baráčníků, klub důchodců a Sokol.

### Školství

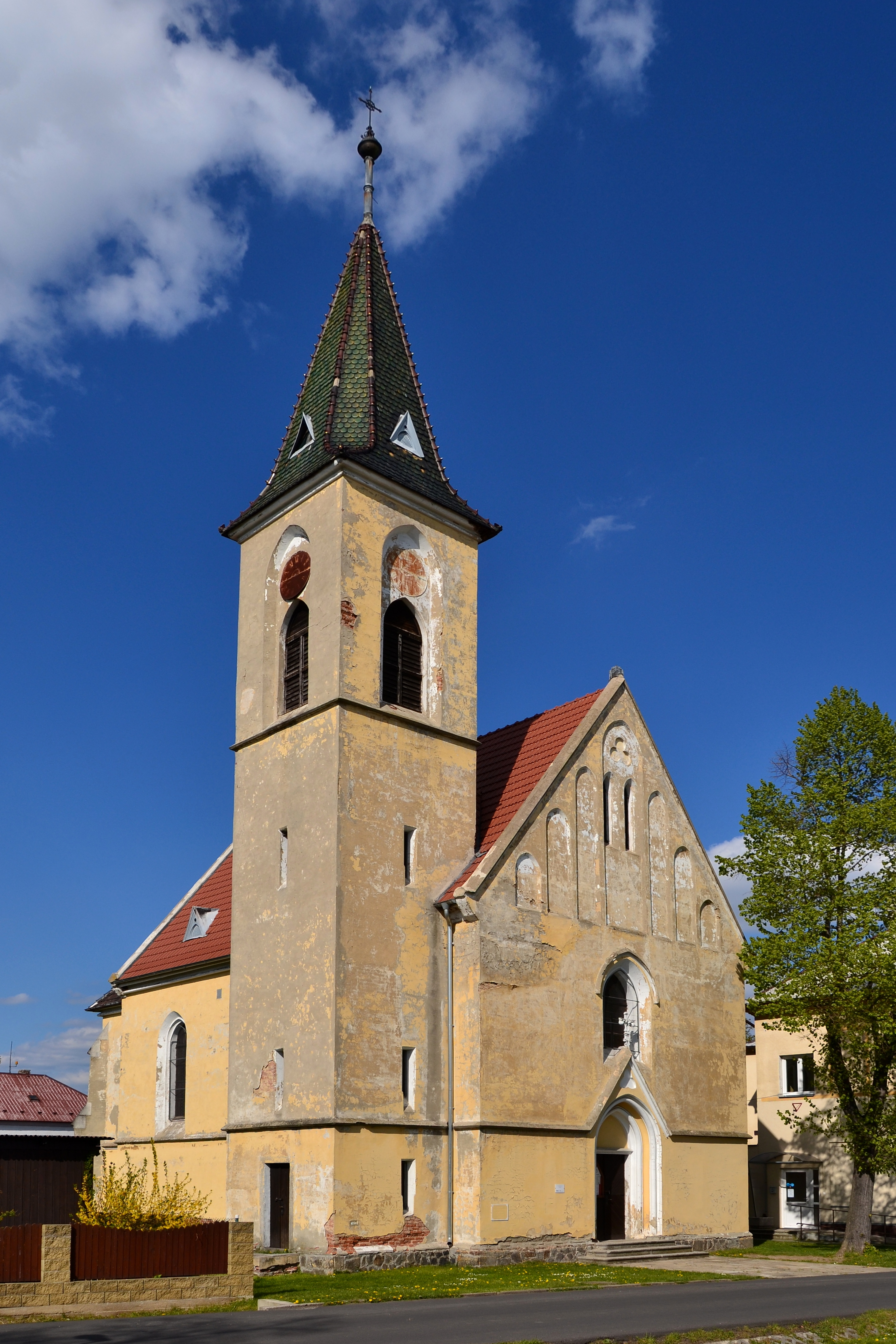
Kostel svaté Barbory

První škola byla ve vesnici již od roku 1760 a spravovali ji jezuité. Po zrušení řádu se o ni staral Studijní fond, ale v roce 1801 nechala obec postavit novou školní budovu, která byla během devatenáctého století několikrát rozšiřována. Ze dvoutřídní se škola roku 1900 rozšířila na čtyři třídy. Od roku 1947 byla obnovena mateřská škola s jeslemi, která v roce 1962 získala vlastní budovu. Základní škola fungovala až do roku 1972. Mateřskou školu provozuje obec a kromě ní se zde nachází také soukromá Základní škola a mateřská škola Nelumbo Education.

## Pamětihodnosti
Uprostřed vesnice se nachází novogotický kostel svaté Barbory z roku 1902. Stojí na místě staršího barokního kostela téhož zasvěcení z roku 1655 zbořeného pro špatný stavební stav v roce 1897. Řada drobných církevních památek, ke kterým patřila dvoje boží muka, socha svatého Jana Nepomuckého u silnice do Chomutova a svatého Josefa u Kamencového jezera, se nedochovala nebo byla přemístěna. Jedinou památkově chráněnou stavbou je vodárenská věž na západním okraji vesnice.

## Osobnosti
- Eduard Pokorny (1818–1855) – spisovatel a politik